# Station Krynica
Station Krynica is een spoorwegstation in de Poolse plaats Krynica-Zdrój.